# Alston (Kumbria)
Alston – miasto w Anglii, w Kumbrii, w dystrykcie (unitary authority) Westmorland and Furness. Leży 34 km na wschód od miasta Carlisle i 398 km na północny zachód od Londynu. Miasto liczy 1128 mieszkańców.